# Gezamenlijk gezag
Gezamenlijk gezag is een bijzondere vorm van ouderlijk gezag. Als het gezag over een kind bij één ouder berust, en deze gaat een (nieuwe) relatie aan, dan kunnen ouder en partner samen de rechtbank verzoeken belast te worden met het gezamenlijk gezag.
Het gezag kan alleen bij één ouder komen te berusten in de volgende gevallen:
- overlijden van de andere ouder
- echtscheiding waarbij de rechtbank bepaalt dat het gezag bij de ene ouder komt te berusten. Overigens bepaalt de wet dat bij echtscheiding de ouders samen het gezag blijven uitoefenen, tenzij dat ingaat tegen het belang van het kind.

Een reden voor gezamenlijk gezag kan zijn dat de ouder en de partner willen voorkomen, dat het kind onder voogdij van de Raad voor de Kinderbescherming wordt gesteld als de ouder om wat voor reden niet in staat zou zijn om het gezag uit te oefenen, maar nog wel in leven is. Omdat er juridisch gezien niemand anders is, wordt dan Bureau Jeugdzorg de voogd van het kind.

## Rechten en plichten
Bij gezamenlijk gezag krijgt de partner alle rechten die de ouder ook heeft, en mag dus als wettelijk vertegenwoordiger optreden bij allerlei zaken. Hierbij valt te denken aan bankzaken, het aangaan van een arbeidsovereenkomst etc. Ook mag de partner allerlei beslissingen nemen ten aanzien van het kind, bijvoorbeeld over medisch handelen.
Er zijn ook plichten aan gezamenlijk gezag verbonden; de belangrijkste is de onderhoudsplicht. Ook is de partner aansprakelijk voor alle handelingen van het kind.

## Procedure
De procedure voor het gezamenlijk gezag begint altijd bij een advocaat, omdat deze de aanvraag bij de rechtbank moet indienen. De aanvraag moet gemotiveerd worden in een verzoekschrift, met diverse bijlagen die de motivatie ondersteunen. In ieder geval moeten allerlei bewijsdocumenten worden bijgevoegd over de feiten, zoals genboorteakten van ouder, partner en kind, een eventuele echtscheidingsakte, etc.
Tegenwoordig kunnen 2 ouders (niet getrouwd of geregistreerd partnerschap) die samenwonen of juist niet gezamenlijk gezag aanvragen bij de rechtbank. Dit kan via een formulier wat te vinden is op rechtspraak.nl hiermee kunnen ouders gezamenlijk gezag aanvragen.
Als de ouder die niet het gezag heeft, nog in leven is, moet deze een zogenaamde referteverklaring tekenen. Dit is een verklaring dat hij of zij zich niet zal verzetten tegen het verzoek.
Vervolgens wordt dit verzoekschrift naar de rechtbank gestuurd. Vaak zal de rechtbank uitspraak doen zonder aanwezigheid van de betrokkenen; men krijgt dan de beschikking thuisgestuurd met informatie omtrent de mogelijkheden van beroep.